# Brasão de Pernambuco
O Brasão de Pernambuco é o emblema heráldico e um dos símbolos oficias do estado brasileiro de Pernambuco, conforme artigo 3º da constituição estadual.

## História
O primeiro brasão do Estado de Pernambuco surgiu durante o período holandês, pois como colônia, Portugal não permitia a criação de símbolos heráldicos. O atual brasão foi oficializado pelo governador Alexandre Barbosa Lima, através da lei estadual nº 75 em 1895.
No ano de 1997, o artista e pesquisador pernambucano Jobson Figueiredo realizou um minucioso trabalho de pesquisa heráldica. A pedido do Desembargador Itamar Pereira da Silva, então Corregedor Geral da Justiça, foi criado este brasão para corrigir as constantes descaracterizações apresentadas em suas aplicações.

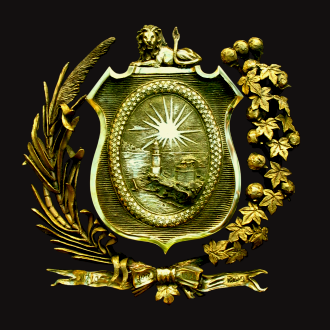
Brasão do Estado de Pernambuco

## Descrição heráldica
A lei 75/1895, em seu artigo primeiro, assim descreve o brasão:

O escudo que deve servir como sello do Estado de Pernambuco, para authenticar os actos officiaes, conterá uma facha estreita elliptica, ornada de tantas estrellas quantos forem os Municípios do Estado e cercando o desenho ao extremo norte do Recife, que confronta a Capital com o pharol e o fortim da barra, destacando-se ao longe a cidade de Olinda e à direita o sol erguendo-se sobre o oceano. Encimando o escudo, ver-se-ha o Leão em repouso, à esquerda e aos lados a canna de asssucar e o algodoeiro em flor, enlaçados, na extremidade  inferior, por uma fita azul e branca, tendo as datas 1710, 1817, 1824 e 1889.

Os elementos do brasão possuem a seguinte significação simbólica:[carece de fontes?]
- Leão vigilante - bravura do povo pernambucano
- Ramos de algodão e de cana-de-açúcar - riquezas
- Sol - luz cintilante do Equador
- Estrelas - municípios

Ainda estão no brasão o mar e o farol de Recife.
Na faixa, aparecem as datas históricas mais importantes do estado:
- 1710: Guerra dos Mascates;
- 1817: Revolução Pernambucana;
- 1824: Confederação do Equador;
- 1889: Proclamação da República.

## Brasões anteriores

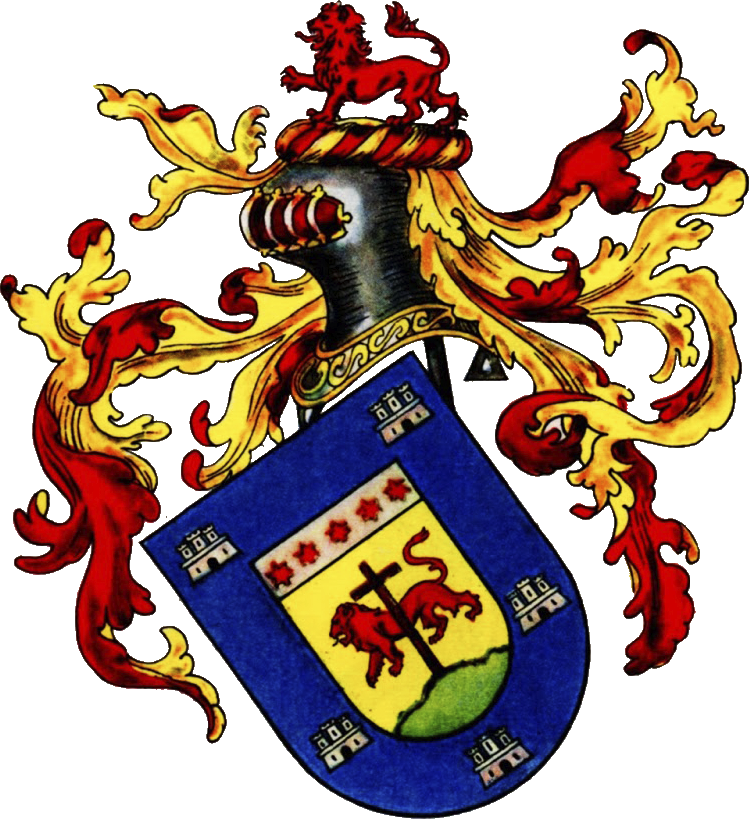
Brasão de Duarte Colho, primeiro donatário da Capitania de Pernambuco no período 1534-1634

### Colônia
Durante o domínio Holandês do Nordeste, o governo do então Conde Maurício de Nassau organizou e concedeu brasões às capitanias e câmaras de justiça em 1638. Para a capitania de Pernambuco foi concedido um brasão assim descrito:

"A capitania de Pernambuco tem uma donzela que admira a propria beleza em um espelho, simbolizando a formosura da terra e a situação em nome da sua capital Olinda, e tendo na mão direita uma cana de açúcar."

Acima do escudo um exemplar da coroa alusiva ao domínio holandês, e circundado por uma grinalda de flores e frutos de laranjeira - uma clara referência à Casa de Orange-Nassau de importante papel político na vida política dos República das Sete Províncias Unidas dos Países Baixos.

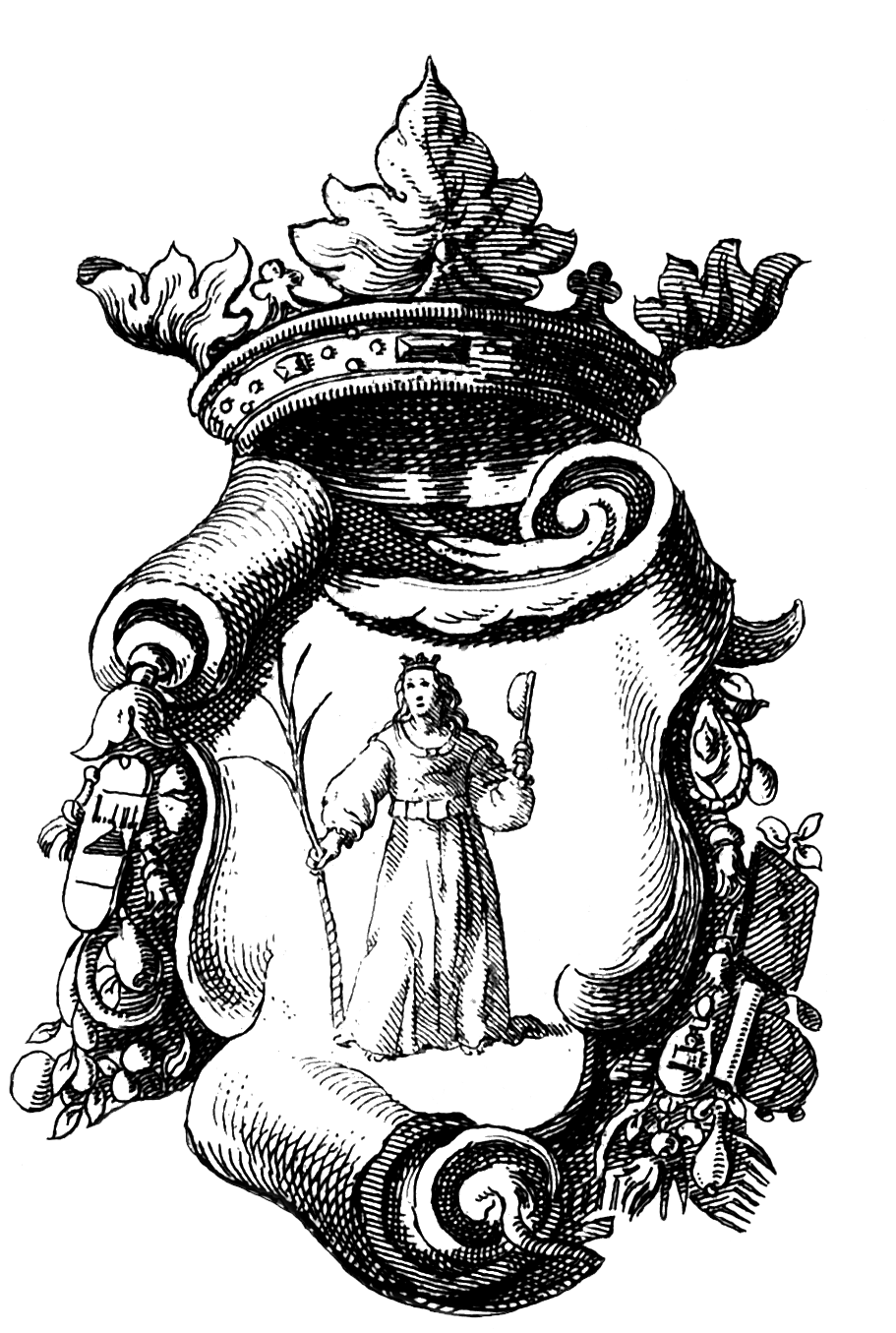
Brasão da Capitania de Pernambuco, como apresentado na obra Rerum per octennium in Brasilia, de Gaspar Barléu.
Brasão da Capitania de Pernambuco durante o domínio Holandês
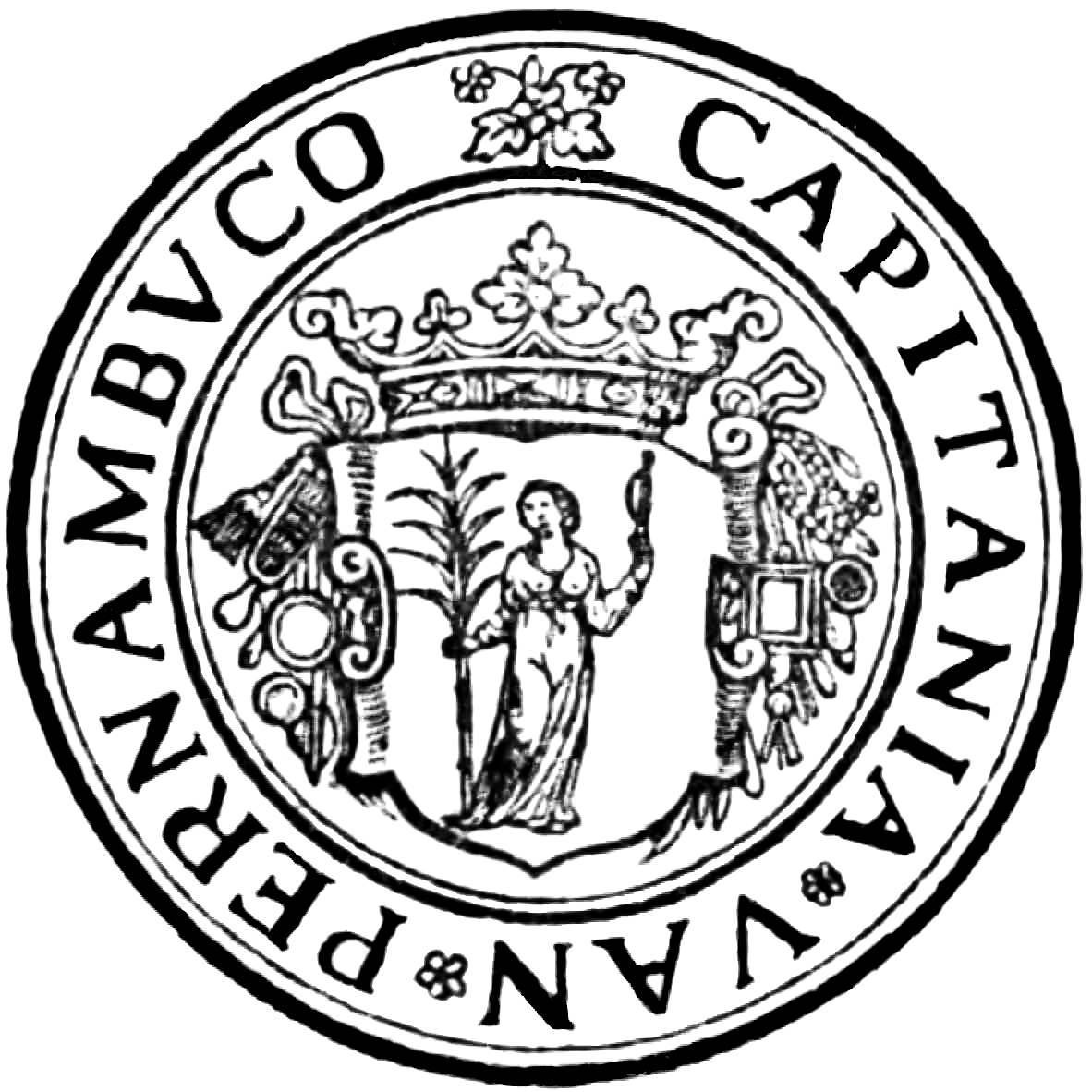
Selo da Capitania de Pernambuco, durante o domínio Holandês.

Não é possível determinar com os metais ou tinturas dos brasões de armas do Brasil Holandês, pois as gravuras não apresentam os indicativos de esmaltes por meio pontuados ou fundos convencionais da heráldica. Em alguns exemplares da edição princeps da obra Rerum per octennium in Brasilia de Gaspar Barléu apresentam os escudos coloridos em aquarela, mas, de modo, arbitrário e, por vezes, em flagrante contravenção das regras heráldicas. No exemplar dessa obra disponível na Biblioteca Nacional do Brasil, o escudo de Pernambuco aparece em prata.